# 賀濤
賀濤（1849年—1912年），字松波、字松坡，直隸省深州武強縣（今河北省武強縣武強鎮）人，清朝政治人物、進士出身。
光緒十二年，登進士，同年五月，俱著分部学习，授刑部主事。以眼疾去官，留世有文集四卷。